# Hèlice (tecnologia)

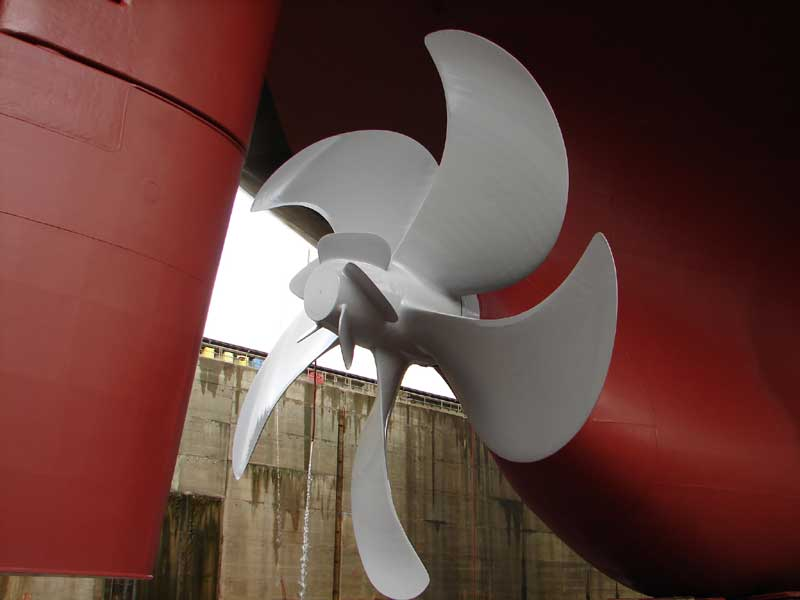
Hèlix d'un vaixell de transport modern (el metaner Sokoto)

L'hèlix o hèlice és un dispositiu format per un conjunt d'elements denominats pales o àleps, els quals estan muntats de forma concèntrica al voltant d'un eix, girant al voltant d'aquest en un mateix pla.
La seva funció és transformar o bé energia mecànica de rotació en energía cinètica (l'hèlix d'un vaixell) o bé al revés, la cinètica en mecànica (molí de vent). Les pales de l'hèlix no són planes, sinó que tenen una forma corba que sobresurt del pla en el que giren.

## Funcionament
El fluid que circula tocant la pala es divideix en dues parts i cada part passa per un costat de la pala, al tindre una forma corba, una de les dues parts del fluid haurà de recorre més distància que l'altre per arribar al final de la pala. Si ha de recorre més distància en el mateix interval de temps, vol dir que haurà de circular a una velocitat més elevada. Per tant, veiem que tenim una diferència de velocitats entre ambdós costats d'una pala. Segons el Principi de Bernoulli, comporta una diferència de pressió, i per tant, a un costat del pla de rotació de les pales hi ha menys pressió que en l'altre, creant així una força des de la zona de més pressió a la de menys pressió. Aquesta força és el que anomenaríem la força generada per l'hèlix, tot i que és la pressió la responsable d'aquesta força.

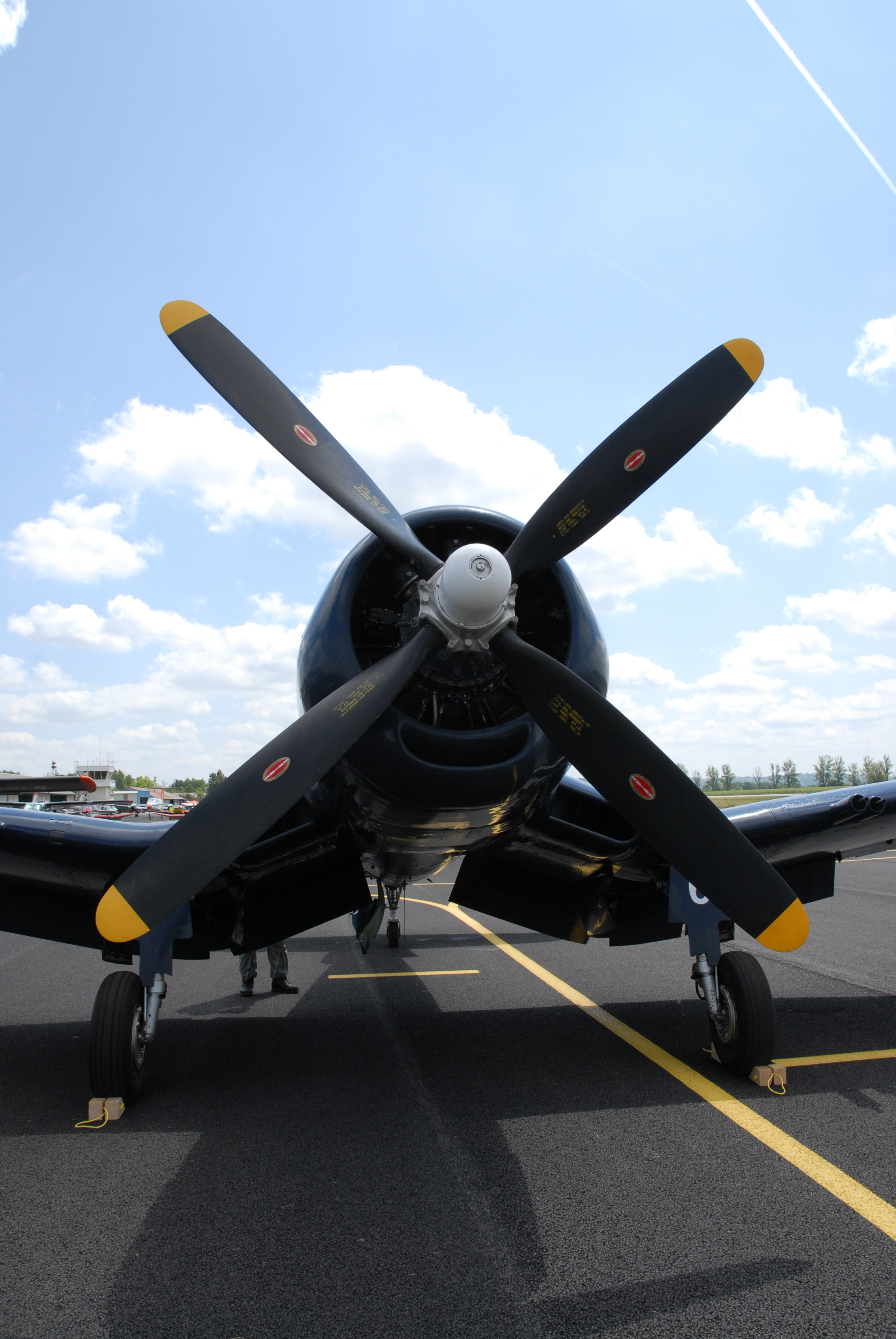
Hèlix d'un avió de combat F4U Corsair

## Aplicacions
Les primeres aplicacions de les hèlixs, fa milers d'anys, van ser els molins de vent i aigua. Avui dia, també amb els noms de "rotor", "turbina" i "ventilador", les hèlixs i els dispositius derivats d'elles s'empren per a multitud de propòsits: refrigeració, compressió de fluids, generació d'electricitat, propulsió de vehicles i fins i tot per a la generació d'efectes visuals (estroboscopi).
Com evidencia la varietat de denominacions i camps d'aplicació, existeix una gran varietat d'hèlixs, varietat que es manifesta sobretot en les pales, que generalment tenen perfils semblants als d'una ala, però la forma de la qual varia segons el seu propòsit.
A més, hi ha hèlixs, principalment en l'aviació, en les quals la inclinació de les pales és variable, variació que al seu torn pot ser respecte al pla de gir de l'hèlix ("pas") o respecte a l'eix de gir de l'hèlix ("pas cíclic" o simplement "cíclic"). Per a aconseguir això calen mecanismes bastant complexos.

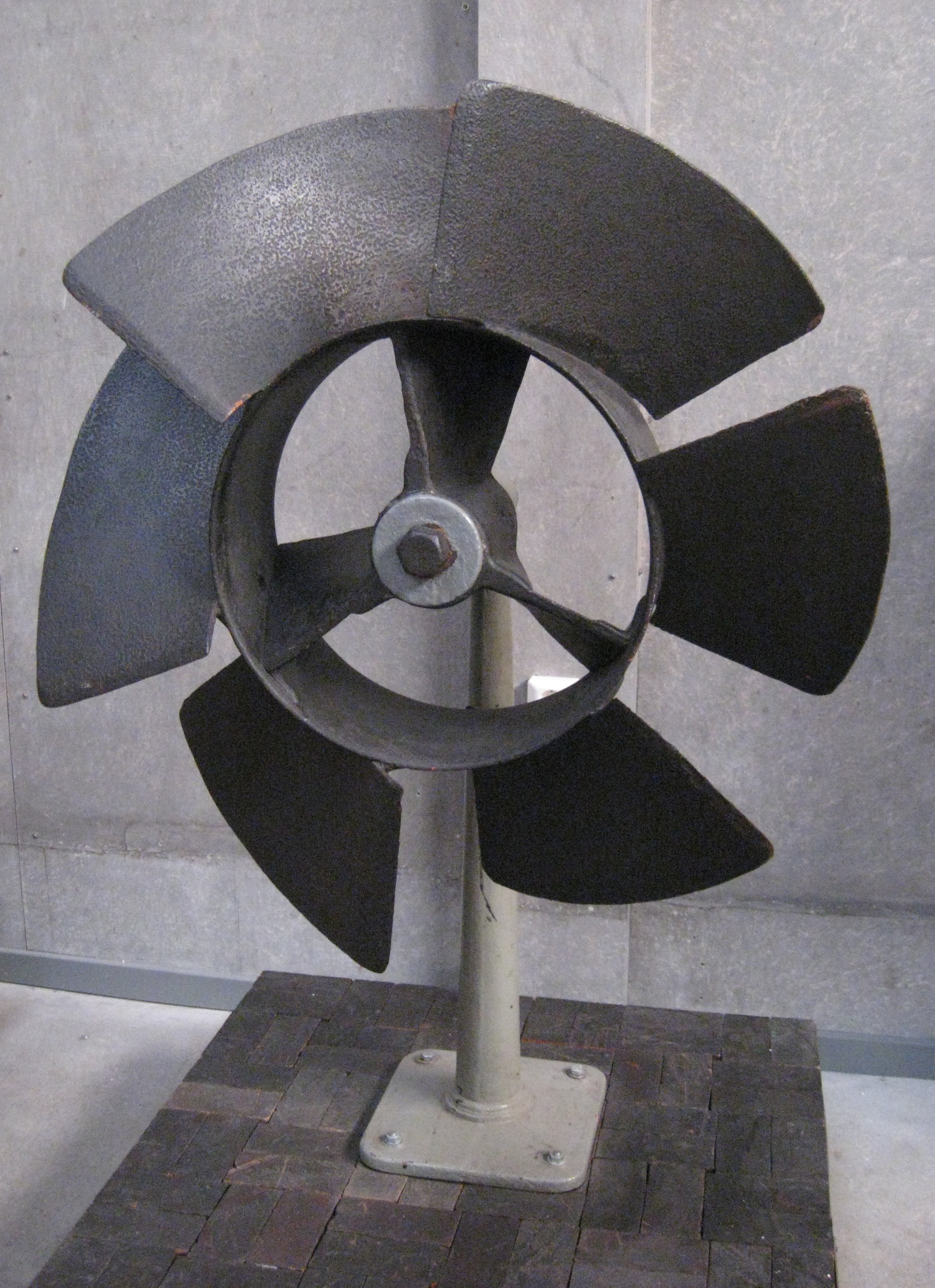
Hèlice marina del 1843 que va ser instal·lada al vaixell de vapor Flygfisken.

## Història moderna
L'any 1784 J. P. Paucton va proposar un aeroplà semblant a un girocòpter que utilitzava hèlices tant per la sustentació com per la propulsió. A finals del s. XVIII James Watt va proposar l'ús d'hèlices per propulsar embarcacions, però no les va utilitzar amb els seus motors de vapor.
L'any 1827 l'inventor txec Josef Ressel va inventar i patentar una hèlice de bronze amb múltiples pales fixades a una base cònica, semblant als dissenys moderns. Va provar aquest disseny el febrer de 1826 en una petita embarcació propulsada a mà. L'any 1829 en el vaixell Civette propulsat amb màquina de vapor. Aquest és el primer cas reeixit d'una embarcació de motor propulsada amb hèlices, arribant a una velocitat de 6 nusos (uns 11 km/h). Després d'un accident patit provant un motor de vapor més potent la policia austro-hongaresa li a va prohibir que continués experimentant. Ressel morí el 1857 i no va ser fins a l'any 1866 que l'acadèmia dels Estats Units va confirmar la seva llicència de patent.

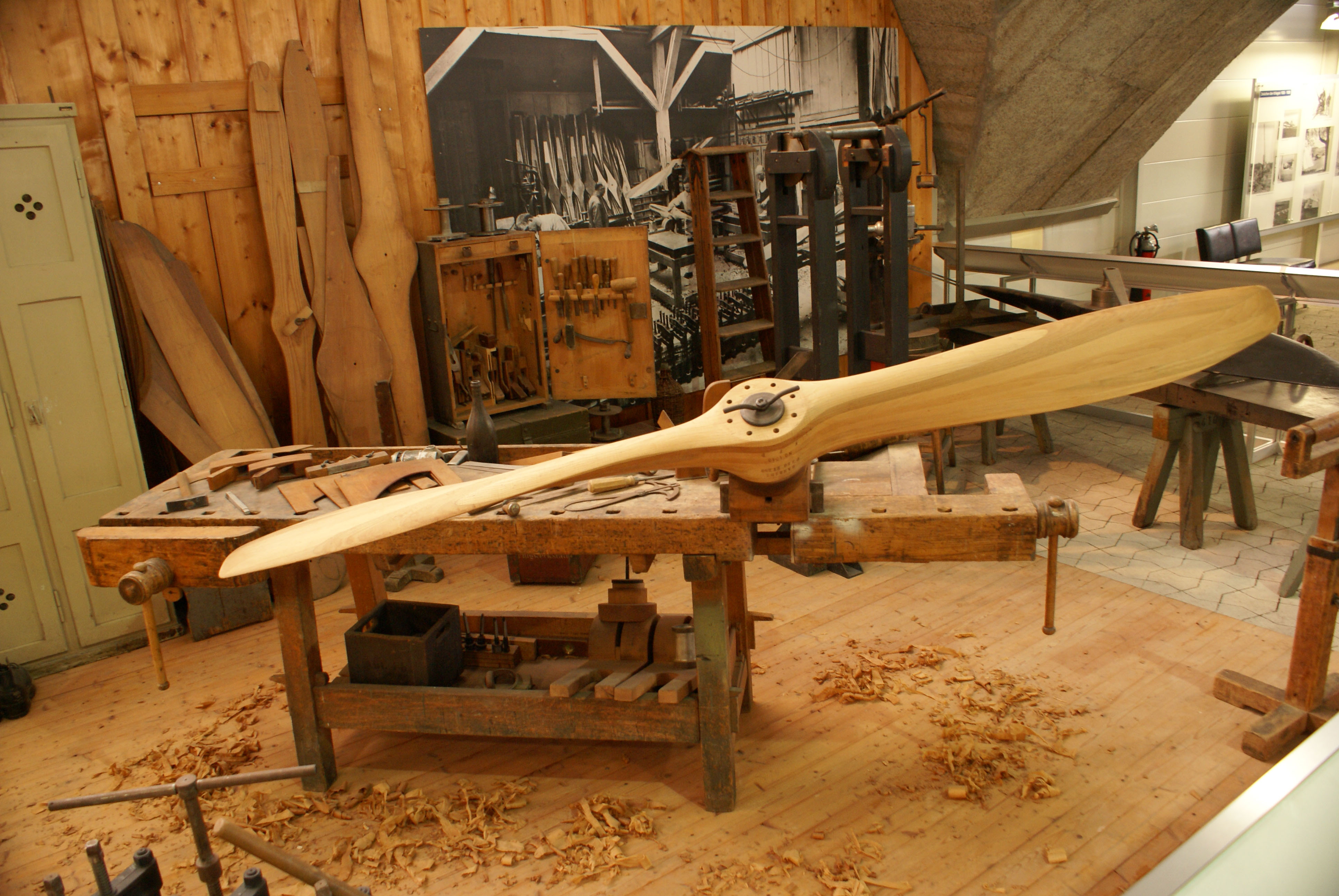
Una hèlice d'avió de la Primera Guerra Mundial en un taller de fusteria.

El perfil aerodinàmic de les hèlices modernes per a avions va ser perfeccionat pels germans Wright a principis dels segle xx. Van descobrir que les hèlices seguien fonamentalment les mateixes lleis físiques que les ales de les aeronaus i van aplicar els coneixements que havien descobert sobre aquestes experimentat en un túnel de vent. Van descobrir que l'angle d'atac relatiu a cada punt de la longitud de la pala havia de ser diferent (amb la peculiar forma regirada) per tal de maximitzar la propulsió causada per l'hèlice. Les seves hèlices inicials eren només un 5% menys eficients que les hèlices de pas fixes actuals un segle més modernes.